# Ann Sophie
Ann Sophie (* 1. September 1990 als Ann-Sophie Dürmeyer in London) ist eine deutsche Sängerin, Songwriterin, Schauspielerin und Musicaldarstellerin. Sie vertrat Deutschland mit dem Song Black Smoke beim Eurovision Song Contest 2015 in Wien. Seit November 2024 spielt sie die Rolle der Elsa im Musical Die Eiskönigin im Stage Apollo Theater in Stuttgart.

## Leben
Ann Sophie wurde 1990 in London geboren und wuchs in Hamburg-Harburg auf. Sie begann im Alter von vier Jahren Ballett zu tanzen, besuchte später das Friedrich-Ebert-Gymnasium und beendete ihre Schulausbildung dort 2010 mit dem Abitur. Danach zog sie nach New York, wo sie das Lee Strasberg Theatre and Film Institute besuchte und eine zweijährige Schauspielausbildung absolvierte.

## Karriere

### Als Sängerin

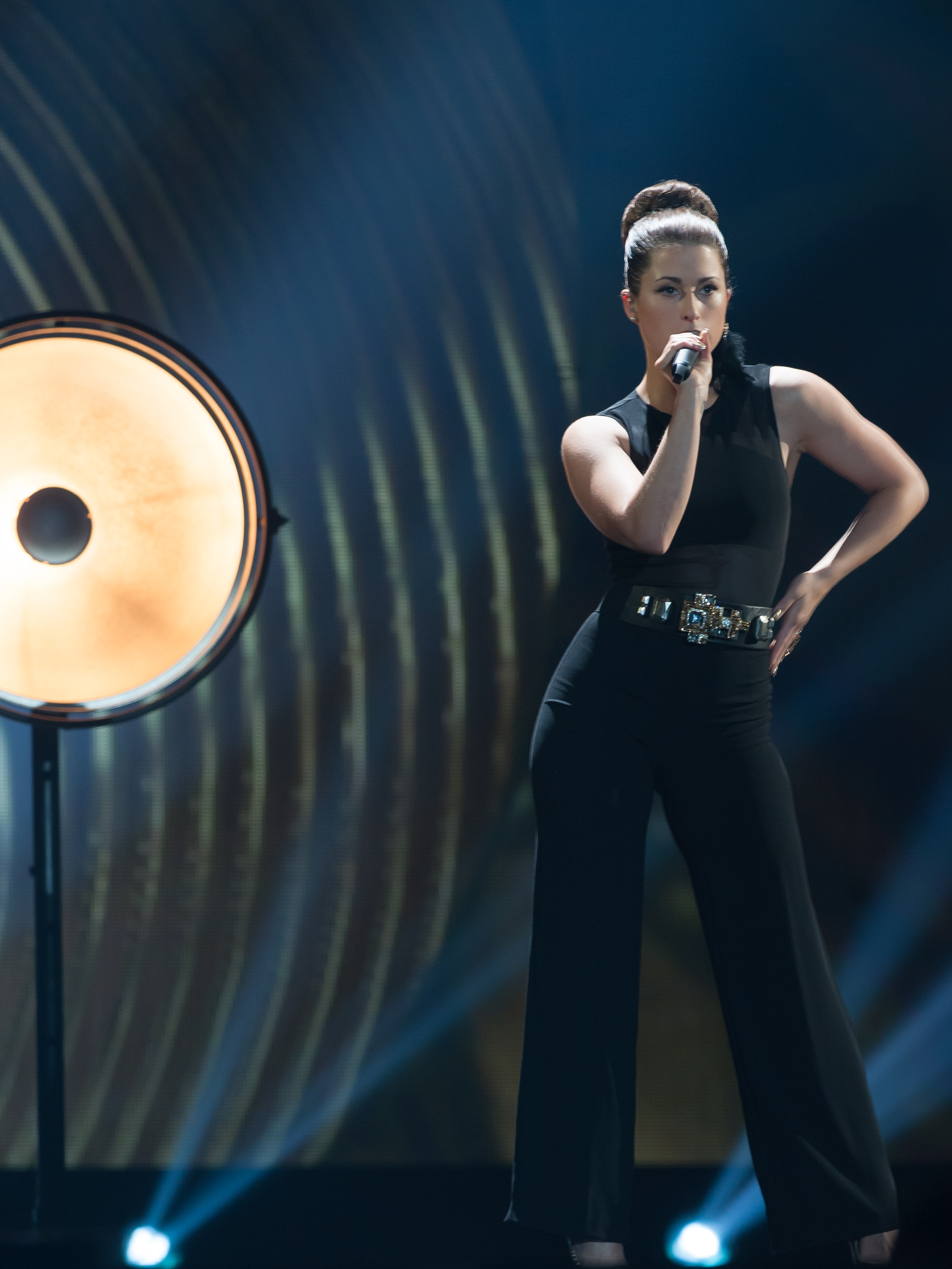
Ann Sophie, 2015

2011 begann Ann Sophie, mit eigenen Songs in Bars aufzutreten. 2012 nahm sie ihre erste EP Time auf; es folgte ein Musikvideo zu Get Over Yourself. Im Oktober 2012 erschien ihr erstes Studioalbum Time Extended.
Im September 2014 bewarb sie sich mit dem Song Get Over Yourself für die Wildcard der Show Unser Song für Österreich, der deutschen Qualifikation für den Eurovision Song Contest 2015. Eine Fachjury wählte sie zusammen mit neun anderen Künstlern aus 1270 Bewerbungen aus. Im Februar 2015 trat sie beim Clubkonzert mit dem Lied Jump the Gun aus der Feder von Beatgees, Katrina Noorbergen und Laila Samuels an und erhielt die Wildcard.
Im März 2015 trat Ann Sophie beim deutschen Vorentscheid gegen sieben weitere Künstler an. Sie präsentierte ihre Songs Jump the Gun und Black Smoke und qualifizierte sich mit letzterem für das Finale. Dort unterlag sie zwar in der Zuschauerabstimmung Andreas Kümmert, der jedoch noch in der Sendung zurücktrat, da er sich nicht in der Verfassung für einen Auftritt beim Wettbewerb in Wien sah. Er überließ die Teilnahme Ann Sophie, die so offiziell die deutsche ESC-Vertreterin wurde. Im Finale des 60. Eurovision Song Contest im Mai 2015 in Wien erhielt Black Smoke keine Punkte und belegte zusammen mit dem Beitrag aus Österreich den 27. und letzten Platz.

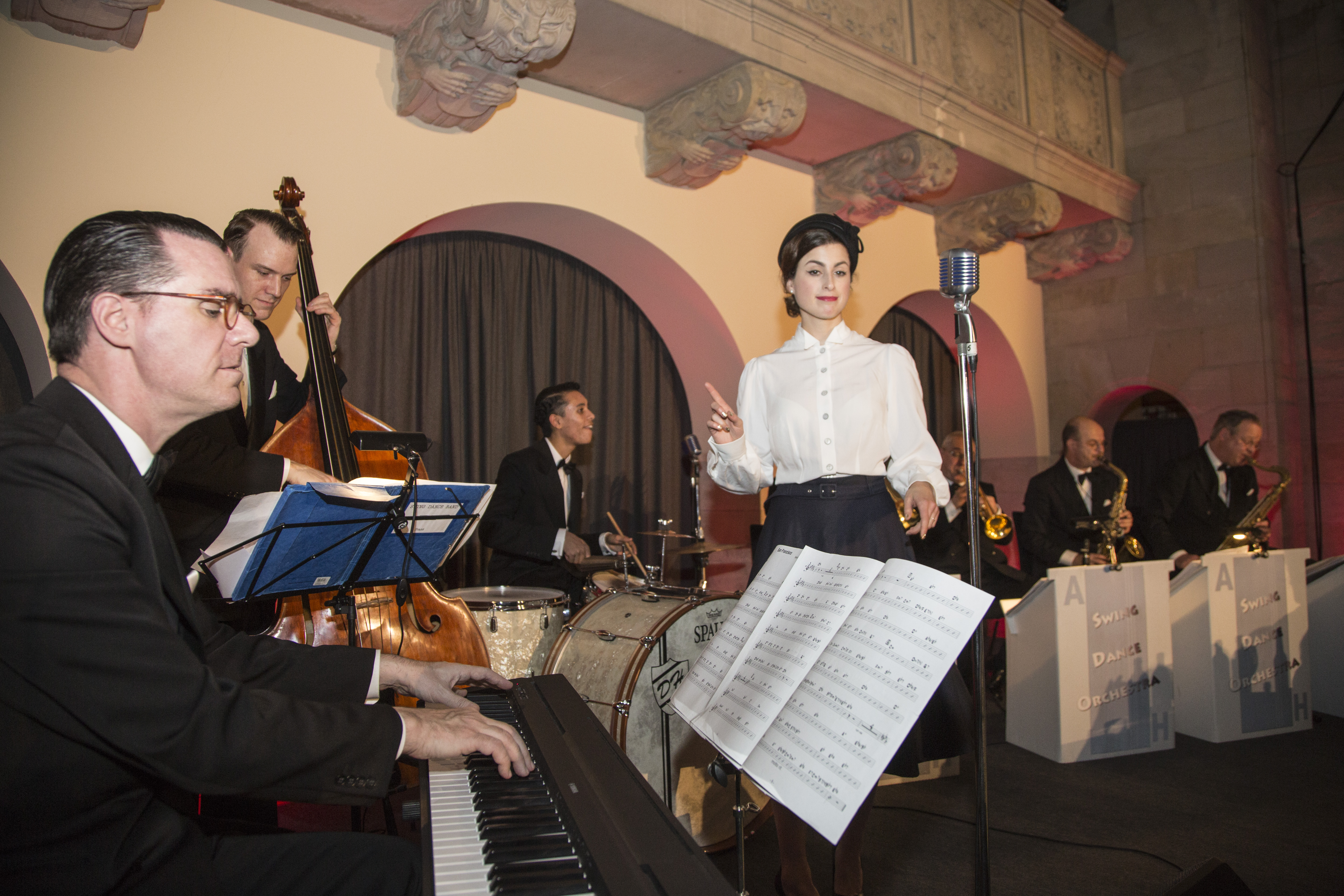
Ann Sophie zusammen mit dem Swing Dance Orchestra, 2018

Von 2016 bis 2018 gab sie diverse Konzerte, bei denen sie ihre eigene Musik akustisch mit kleiner Besetzung präsentierte. Als Solistin ging sie mit Andrej Hermlins Swing Dance Orchestra auf Tour. Seit Anfang des Jahres 2019 covert sie ihre Lieblingssongs auf ihrem YouTube-Kanal Live-Sessions. 2021 nahm sie an der Gesangs-Castingshow The Voice of Germany teil und erreichte das Halbfinale.
Im Dezember 2023 erschien ihr Album Under my Skin. Darauf waren unter anderem die Singles, die sie zwischen 2019 und 2023 veröffentlicht hat.

### Musical und Theater
2014 spielte Ann Sophie in der Comödie Dresden die Hauptrolle in der Karaoke-Komödie Tussipark von Christian Kühn. 2018 gab sie im Musical Flashdance in der Rolle der Gloria sowie als Zweitbesetzung der Alex Owen ihr Musicaldebüt. Von September 2019 bis März 2020 übernahm sie die Hauptrolle der Indigo im Musical Cirque Du Soleil Paramour in der Neuen Flora in Hamburg. Auf der Walensee-Bühne spielte sie im Juni und Juli 2022 erneut bei Flashdance, die Alex Owen. 2023 spielte sie in der Welturaufführung von Mata Hari am Münchner Staatstheater die Titelrolle. Anschließend verkörperte sie die Florence Vassy in Chess am Oldenburgischen Staatstheater. Darauf folgte 2024 das Engagement als Walk-In Cover Satine in Moulin Rouge! im Musical Dome in Köln.
Seit Mitte November 2024 ist sie als Elsa in Disney’s Die Eiskönigin im Stuttgarter Stage Apollo Theater zu sehen.

## Diskografie
Alben
- 2013: Time Extended
- 2015: Silver into Gold
- 2023: Under my Skin

EPs
- 2012: Time
- 2019: Void![16]

Singles
- 2012: Get over Yourself
- 2015: Jump the Gun
- 2015: Black Smoke
- 2019: Tornado[17]
- 2019: Bye Boy
- 2020: Phantom Pain[18]
- 2021: Replay
- 2021: Quicksand
- 2023: Moves
- 2023: I Love It!

## Engagements / Rollen (Auswahl)
- 09/2018–12/2018: Flashdance – Das Musical als Gloria und alternatierende Alex Owen, Tournee Deutschland, Österreich und Schweiz
- 09/2019–03/2020: Cirque Du Soleil Paramour als Indigo, Stage Theater Neue Flora Hamburg
- 09/2021–08/2022: Flashdance – Das Musical als Alex Owen, Walensee-Bühne St. Gallen in der Schweiz
- 03/2023–07/2023: Mata Hari als Mata Hari Popstar, Staatstheater am Gärtnerplatz, München
- 06/2023–01/2024: Chess als Florence Vassy, Oldenburgisches Staatstheater
- 04/2024–09/2024: Moulin Rouge! als Walk-In Cover Satine, Musical Dome Köln
- Seit 11/2024: Die Eiskönigin als Elsa, Stage Apollo Theater Stuttgart